# Pederpes
Pederpes (лат.) — вымерший род четвероногих («земноводных») начала каменноугольного периода (карбона). Единственное четвероногое этой эпохи, известное по достаточно полному скелету. Pederpes заполняет так называемый «провал Ромера» — промежуток примерно в 20 миллионов лет между поздним девоном (временем существования примитивных водных тетрапод вроде ихтиостеги и акантостеги) и появлением настоящих четвероногих в раннем карбоне. Типовой и единственный вид — Pederpes finneyae.

## Открытие
Скелет Pederpes обнаружен в отложениях возраста около 348—347,6 млн лет (турнейский ярус, нижний карбон) в Шотландии. Обнаруженный в 1971 году, скелет долгое время хранился в запасниках музея в Глазго как остатки рипидистии-ризодонта. Доктор Дженнифер Клак и её сотрудники из Кембриджа обнаружили, что остатки принадлежат четвероногому. Описание, принадлежащее Д. Клак, было опубликовано в 2002 году.

## Описание
Pederpes достигал в длину около 1 м (длина сохранившегося скелета — 65 см, хвост утрачен). Он обладал массивным высоким и узким черепом с мощными зубами. Борозды боковой линии погружены в кость в виде каналов (как у кистепёрых), стремечко сходно с таковым акантостеги. «Ушная вырезка» (в действительности, вероятно, вмещавшая брызгальце) неглубокая. Присутствуют «клыки» на сошниках, нёбо покрыто мелкими зубчиками, закрытое. Позвонки рахитомные. Рёбра расширены, напоминают рёбра ихтиостеги. Конечности очень массивные, относительно короткие. Не исключается наличие добавочных пальцев на кисти, стопа пятипалая.
Строение конечностей в целом напоминает их строение у более поздних тетрапод — то есть, Pederpes мог передвигаться по суше. В отличие от девонских тетрапод это животное обладало настоящими ногами. По сути, это первое из известных нам животных с настоящими ногами. Pederpes — хороший пример того, как могли выглядеть предки наземных тетрапод. Его нельзя отнести ни к одной из групп «земноводных», он находится где-то в основании ствола настоящих тетрапод.
Родственником Pederpes может быть род Whatcheeria, описанный в 1995 году из несколько более поздних отложений раннего карбона Айовы. Вместе их объединяют в семейство ватчеерид (Whatcheeriidae). Это самые примитивные из последевонских тетрапод. По образу жизни, вероятно, Pederpes и ватчирии были полуназемными хищниками. Они могли охотиться на рыбу и крупных беспозвоночных.